# Абиссинский колодец
Абиссинский колодец, абиссинская скважина, абиссинское устройство — источник водоснабжения, неглубокая скважина. Даёт возможность получать воду с небольшой глубины. Создают его при помощи трубы, которая забивается в землю. Придуман в XIX столетии англичанами во время войны с Эфиопией(1867-1868гг.). В России первое упоминание о нём связано с художником Репиным.

## Преимущества
Сегодня абиссинский колодец — это один из самых востребованных способов организации водоснабжения на приусадебном участке. Ввиду своей простоты, его легко устраивать на дачах, непосредственно вблизи построек.

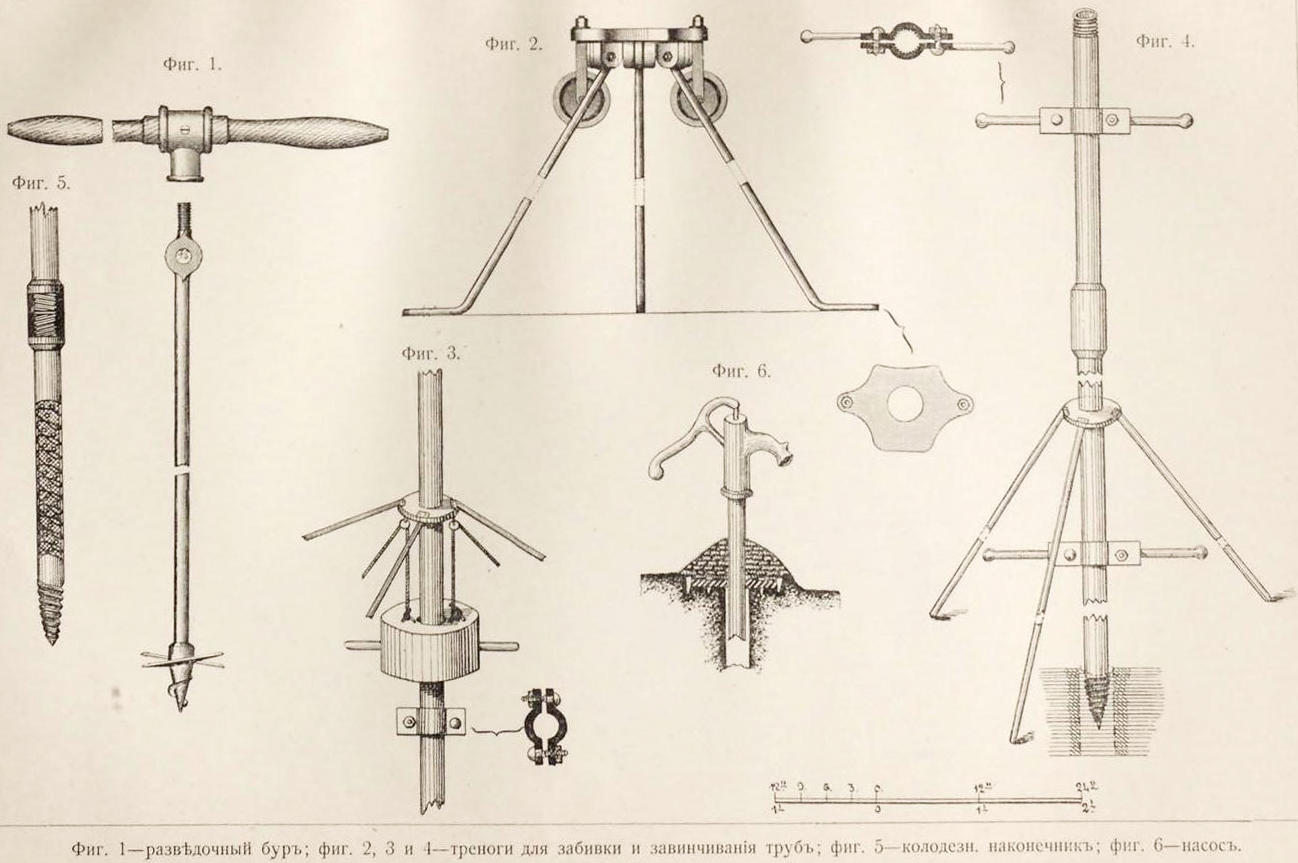
Иллюстрация к статье «Абиссинские колодцы»
(«Военная энциклопедия Сытина»)

Конструктивные особенности этой разновидности скважины довольно просты — труба с фильтром на конце. Трубу забивают в землю, а затем на верхнюю её часть монтируют насос подачи воды.
Как правило, обустройство происходит в течение одного дня.
Ещё одним преимуществом абиссинского колодца является компактность, такая скважина займёт немного места, что позволит установить скважину даже под навесом или в помещении.
Колодец этого типа способен прослужить более 30 лет. Как правило, длительность эксплуатации колодца напрямую зависит от особенностей химического состава глубинной породы и свойств используемых материалов.
Труба с малым диаметром не сильно влияет на производительность скважины. Насос из такого колодца может качать от 300 до 3 тысяч литров воды в час. Водоснабжение в этом случае обеспечивается путём непрерывного забора воды из глубинного слоя. Другие колодцы функционируют по закону водонакопления.
Качество воды, получаемой из пробурённых абиссинских колодцев,  не ниже чем при использовании других методов добычи. А в некоторых случаях даже лучше. Это связано с большой глубиной, герметичной изоляцией водоносного слоя от  грунтовых вод.

## Недостатки
Абиссинский колодец не сможет давать воду с помощью ручного насоса-помпы и большинства электрических насосов в местах, где уровень грунтовых вод (т. н. зеркало) ниже 9 метров. Для абиссинских скважин с зеркалом воды ниже 9 метров необходимо применять специальные эжекторные насосы либо иные способы для поднятия и удержания зеркала воды на достаточном для добычи воды уровне. Однако в этом случае весь смысл абиссинского колодца, заключающийся в малом диаметре трубы, теряется.
Далеко не все грунты подходят для абиссинского колодца. В галечниках и каменистых грунтах его практически невозможно соорудить, а в глинистых - невозможно добиться приемлемого дебита. В этих случаях приходится выполнять или классический колодец или полноценную скважину.

## Ошибки при сооружении
Изначальная идея абиссинского колодца (скважины) заключается именно в забивании трубы в грунт. В этом случае затрубного пространства как такового не образуется вообще. Следовательно, проблема разобщения производительных водных интервалов (как это бывает при бурении полноценных скважин) в случае «классической абиссинки» не возникает. Поэтому при обустройстве классической забивной абиссинской скважины отсутствует риск загрязнения водоносного горизонта верховодкой, равно как и разрушения водоупора напорной межпластовой водой при возможном самоизливе.
Однако забивная конструкция весьма трудоёмка и требует применения толстостенных труб с качественными резьбами и муфтами, что повышает стоимость конструкции. Поэтому начиная с 1990-х годов абиссинские скважины всё чаще стали бурить ручными бурами или малогабаритными буровыми установками (МГБУ) с последующей свободной установкой водоподъёмной трубы. Такие работы выполняются либо самими владельцами земельных участков либо предпринимателями или самозанятыми. Все эти люди (в среде профессиональных буровиков таких исполнителей называют «мелкодырочники»), как правило, не имеют специализированного образования и не понимают, что при таком способе, как и при классическом бурении скважин появляется затрубное пространство, вызывающее сообщение между собой производительных водных интервалов и их загрязнение верховой водой. Кроме того, в случае нарушения водоупора есть риск возникновения самоизлива, с последующим выносом породы, что чревато тяжёлой аварией, по типу произошедшей в Белозерске.
Поэтому при сооружении абиссинских скважин с помощью бурового оборудования и свободной обсадке водоподъёмной колонны необходимо предпринимать меры по разобщению производительных водных интервалов. Если абиссинская скважина выполняется на верхний аэрируемый водоносный слой (в песчаных линзах) необходимо после обсадки и прокачки затампонировать (тщательно засыпать и затрамбовать) затрубное пространство, желательно глиной. Если абиссинская скважина проходит водоупор — здесь целесообразна двухтрубная конструкция. Сначала устанавливается кондукторная колонна (труба) диаметром 60..80 мм, которая доходит до водоупора и обязательно плотно вбивается в него, отсекая все вышележащие воды. Желательно затрубное пространство кондукторной колонны затампонировать, а ещё лучше — зацементировать. Затем через кондукторную колонну бурится водоупор и устанавливается рабочая колонна. В этом случае тампонировать пространство между кондукторной и рабочей колонной уже не требуется.